# 拉米里基
拉米里基（西班牙語：Ramiriquí）是哥倫比亞的城鎮，位於該國東北部，由博亞卡省負責管轄，距離首府通哈32公里，始建於1541年12月21日，面積139平方公里，海拔高度2,179米，2005年人口9,700。
5°24′N 73°20′W / 5.400°N 73.333°W